# Hydraena lucasi
Hydraena lucasi är en skalbaggsart som beskrevs av Lagar 1984. Hydraena lucasi ingår i släktet Hydraena och familjen vattenbrynsbaggar. Inga underarter finns listade i Catalogue of Life.